# Bugatti EB118
El Bugatti EB118 es un automóvil que debutó en 1998 en el salón del automóvil. Se ofreció con un motor v8 de 6255 cc (6,3 litros)
turboalimentado, que produce 547 CV (408 kW) y 650 Nm. El EB118 alcanzaba una velocidad máxima de 320 km/h, tenía tracción permanente en todas las ruedas y transmisión automática de 5 velocidades. El diseño del coche fue destinado a hacerse eco del Bugatti Type 50 de 1931, y cuenta con una línea longitudinal en el techo haciéndose eco del Bugatti Atlantic. Con un costo aproximado de 25,000 dólares en su momento de salida.